# کولوس (شاهبوز)
کولوس (به لاتین: Külüs، به ارمنی: کیولک Քյոլք) یک منطقه مسکونی در جمهوری آذربایجان است که در شهرستان شاهبوز واقع شده‌است. کولوس ۱۱۷۹ نفر جمعیت دارد.